# Emory Upton
Emory Upton (né le 27 août 1839 à Batavia dans l'État de New York et décédé le 15 mars 1881 à San Francisco en Californie) est un militaire de l'Union durant la guerre de Sécession.

## Avant la guerre
Issu d'une famille méthodiste, Emory Upton entre au collège Oberlin dans l'Ohio un an avant de rejoindre West Point.
Profondément religieux, il était un abolitionniste convaincu et se battit en duel avec Wade Hampton Gibbes alors camarade d'école qui allait devenir officier d'artillerie sudiste.

## Durant la guerre de Sécession
Emory Upton est diplômé de West Point en mai 1861 la même année que George A. Custer qui a été diplômé en juin 1861. Il est nommé premier lieutenant du 5th U.S. Artillery le 14 mai 1861
Il a participé à la première bataille de Bull Run dans le 5e régiment d'artillerie pendant laquelle il a été blessé. Upton a commandé sa batterie pendant la campagne de la Péninsule et a dirigé une brigade d'artillerie du sixième corps pendant la bataille d'Antietam,.
Il est nommé colonel du 121th New York Infantry le 23 octobre 1862 qu'il dirigea lors des batailles de Fredericksburg, Chancellorsville et Gettysburg,,.
Il a été cité pour sa bravoure à la seconde bataille de Rappahannock Station en novembre 1863 ce qui lui permit de gagner sa promotion au rang de major dans l'armée régulière. Ainsi, il est breveté commandant le 8 novembre 1863 pour bravoure et service méritoire lors de la seconde bataille de Rappahannock Station,.
Le 10 mai 1864, Upton mena une petite force contre le saillant dit « Mule Shoe » (le sabot de la mule) à Spotsylvania Court House. Upton a modifié la tactique employée jusqu'alors pour prendre d'assaut des retranchement en concentrant des colonnes en progression continue sur une petite partie de la ligne adverse. Bien que la charge ait manqué de soutien pour être décisive, le succès initial de sa nouvelle tactique inspira Ulysse S. Grant pour monter un assaut similaire avec un corps entier (celui du général Winfield S. Hancock) deux jours plus tard. La bravoure et l’ingéniosité de Upton lui valurent sa promotion accélérée au grade de brigadier général,.
Il est breveté lieutenant-colonel le 10 mai 1864 pour bravoure et service méritoire lors de la Spotsylvania Court House. Il est nommé brigadier général des volontaires le 12 mai 1864.
Le général Upton retourna au front, après avoir été blessé à Spotsylvania, lors des phases initiales du siège de Petersburg et lors de la campagne de la vallée de la Shenandoah en 1864. Upton fut de nouveau blessé lors de la troisième bataille de Winchester alors qu'il commandait une division du sixième corps. Il est breveté colonel le 19 septembre 1864 pour bravoure et service méritoire lors de la bataille de Winchester. Lors de sa convalescence, il est breveté major général de volontaires le 19 octobre 1864 pour bravoure et service méritoire lors de la bataille de Winchester et on lui demanda de participer au raid du général James H. Wilson au travers de l'Alabama et de la Géorgie,. Le 13 mars 1865, il est breveté brigadier général pour bravoure et service méritoire lors de la bataille de Selma et sa capture, et major général pour bravoure et service méritoire sur le champ de bataille durant la guerre.
Upton devint alors un des rares officiers à avoir dirigé des troupes des trois branches de l'armée : l'artillerie, l'infanterie et la cavalerie,.

## Après la guerre
Emory Upon est promu capitaine du 5th U.S. Artillery le 22 février 1865 et quitte le service actif des volontaires le 30 avril 1866. Il est promu lieutenant-colonel au sein eu 25th U.S. Infantry le 28 juillet 1866.
Les tactiques développées par Emory Upton sont officiellement adoptées par l'armée régulière des États-Unis en 1867 et sont publiés sous le titre « A New System of Infantry Tactics ».
Il est muté au 18th U.S. infantry le 15 mars 1869. Il est sans affectation entre le 16 mars 1870 au 14 décembre 1870. Le lendemain, il est affecté au 1st U.S Artillery.
Emory Upton dirigea West Point de 1870 à 1875,.
Emory Upton part en Europe et en Asie entre 1875 et 1878 où il étudie les organisations militaires sur les deux continents. Il est l'auteur de « The armies of Asia and Europe, embracing official reports on the armies of Japan, China, India, Persia, Italy, Russia, Austria, Germany, France, and England, accompanied by letters descriptive of a journey from Japan to the Caucasus », publié en 1878. Le 16 mars 1877, il est affecté au 4e régiment d'artillerie.
Il est promu colonel le 1er juillet 1880.
Il met fin à ses jours le 15 mars 1881, âgé de 42 ans, probablement à la suite de maux de tête incessants dus à une tumeur au cerveau,.
Emory Upton repose au cimetière de Fort Hill (en) à Auburn dans le comté de Cayuga (New York) aux côtés de son épouse Emily Norwood Martin Upton.
En son hommage la base militaire de Yaphank, dans le comté de Suffolk sur Long Island (état de New York) porte son nom Camp Upton.

## Théoricien
Emory Upton est l'auteur de plusieurs ouvrages théoriques sur l'art militaire. Il est notamment l'auteur de « The Military Policy of the United States » publié en 1904, de manière posthume, dans lequel il milite pour une armée régulière permanente forte, un système d'état-major, des promotions par le biais d'examens, de la formation militaire de pointe, et pour diminuer l'influence civile sur les opérations militaires.